# Rose Hill – Internat für Mädchen und Pferde
Die Kinder- und Jugendbuchreihe Rose Hill – Internat für Mädchen und Pferde umfasst insgesamt 20 Bände und wurde von der britischen Autorin Lauren Brooke verfasst.  Übersetzt wurden sie von der deutschen Schriftstellerin und Übersetzerin Miriam Margraf, die das erste Buch im Jahr 2006 durch den Ravensburger Buchverlag auf den deutschen Markt brachte. In der Reihe geht es um vier Freundinnen, die in einem fiktiven Pferdeinternat namens Rose Hill in Virginia wohnen und dort viele Abendteuer erleben. Erzählt werden die Geschichten abwechselnd aus den Perspektiven der vier Hauptcharaktere.

## Inhalt
Der erste Band dreht sich um Dana, ein dreizehnjähriges Mädchen, das neu auf dem Pferdeinternat Rose Hill ist. Ihre Tante ist die neue Reitlehrerin dort und sie bringt zwei Ponys mit: Colorado und Danas Lieblingspony Morello – ein Schecke. Schnell findet Dana neue Freundinnen: Samantha, Honey und Kathy. Dana will unbedingt in die Juniorenmannschaft von Rose Hill aufgenommen werden, doch ihre ehrgeizige Zimmergenossin Laura setzt ebenfalls alles daran, ins Team zu kommen. Als Dana jedoch bei einem nächtlichen „Wahrheit oder Pflicht“ Spiel verbotenerweise mit dem Pony Morello auf dem Reitplatz erwischt wird und als Strafe ein Reitverbot für zwei Wochen kassiert, scheint die Chance in die Juniorenmannschaft zu kommen unmöglich.

## Hauptcharaktere
Dana Walsh: Dana ist ein sportliches Mädchen und hat einen gesunden Ehrgeiz. Sie mag Springreiten und das Pony ihrer Tante: Morello. Sie setzt sich immer für ihre Freunde ein und kann Zicken überhaupt nicht leiden.
Samantha O’Neil: Samantha ist eine sehr gute Springreitschülerin. Ihre Mutter starb, als sie noch jünger war, weshalb sie in manchen Dingen sehr verschlossen ist. Sie ist sehr teamfähig, was man daran merkt, dass sie stets versucht, ihre Mannschaftskameradinnen zu motivieren. Ihr Lieblingspferd ist das schwierige und sensible Pferd Tybalt.
Honey Harper: Felicity Harper, von allen nur liebevoll „Honey“ genannt, ist mit ihrer Familie aus England hergezogen. Sie verbirgt ein Geheimnis: Ihr Zwillingsbruder hat Leukämie. Sie hat einen gütigen und ruhigen Charakter. Am liebsten reitet sie Dressur auf dem Pony Minnie.
Kathy Hernandez: Kathy ist immer gut gelaunt und hat stets einen Witz auf der Zunge. Sie kommt aus Colorado und zufälligerweise ist Colorado auch der Name ihres Quarter-Horses. Ihre Lieblingsdisziplin ist das Westernreiten, in dem sie auch sehr gut ist.

## Bücher
- Band 1: Ein Traum wird wahr
- Band 2: Große Sprünge
- Band 3: Ein Herz aus Gold
- Band 4: Freundinnen halten zusammen
- Band 5: Ein unschlagbares Team
- Band 6: Alles oder Nichts
- Band 7: Dem Glück so nah
- Band 8: Für immer Freunde
- Band 9: Stimme des Herzens
- Band 10: Neues Jahr, neues Glück
- Band 11: Zauber der Freundschaft
- Band 12: Die besten Freundinnen der Welt
- Band 13: Gemeinsam über jede Hürde
- Band 14: Wahre Freundschaft zählt
- Band 15: Glückliches Wiedersehen
- Band 16: Ein goldenes Geheimnis
- Band 17: Große Veränderungen
- Band 18: Ein verhängnisvoller Sieg
- Band 19: Verwirrte Gefühle
- Band 20: Neuanfang mit Hindernissen